# Чикагска школа (литературна критика)
Вижте пояснителната страница за други значения на Чикагска школа.
Чикагската школа е название на група американски литературоведи, преподаватели в Чикагския университет и специалисти в областта най-вече на английската литература, които стигат до обща платформа през 30-те години на ХХ век и макар да имат последователи до наши дни, запазват теоретичната си сила на практика до 50-те на ХХ век.
Чикагската школа е наричана още неоаристотелианизъм – заради силното ударение на аристотеловите концепции за сюжет, образ и жанр. Развива се отчасти като реакция на Новата критика.
Като ключова фигура на Чикагската школа се сочи Роналд Крейн. Негови съмишленици са още Елдър Олсън, Норман Маклийн и Бърнард Уайнбърг.
След това първо поколение „чикагски литературоведи“ на сцената излизат Уейн Буут (преподавал в Чикагския университет между 1947 и 1950 г., а след това отново от 1962 г. до смъртта си през 2005 г.), Ричард Левин, Шелдън Сакс, Робърт Марш, Артър Хайзерман и Ралф Рейдър. Буут се отказва от постаристотелиянската ригидност на теорията за жанра и измества фокуса на теоретичния интерес на Чикагската школа от поетиката върху реториката.
Третото поколение на Чикагската школа включва Майкъл Бордман, Барбара Фоли, Уолтър Дейвис, Дороти Хейл, Елизабет Лангланд, Джеймс Фелан, Питър Рабиновиц, Дейвид Рихтър и Хари Шоу.
Сред най-значимите трудове на Чикагската школа са Critics and Criticism (Литературоведи и литературна наука) (1952) по редакцията на Крейн, The Languages of Criticism and the Structure of Poetry (Езиците на литературознанието и структурата на поезията) (1953) на Крейн и The Rhetoric of Fiction (Реторика на художествената проза) (1983) на Буут.